# Junior-VM i ishockey 2008
Juniorverdensmesterskabet i ishockey 2008 var en ishockeyturnering for herrelandshold med spillere født i 1988 eller senere. Turneringen, som blev afviklet fra den 26. december 2007 til 5. januar 2008, var opdelt i fire divisioner, hvor holdet som vandt den øverste division blev kåret som juniorverdensmester 2008. Canada vandt efter at have slået Sverige i finalen med 4-3 efter sudden death. Rusland vandt bronze.
Danmark deltog ved dette VM for første gang i den øverste division. 

## Øverste division
Den øverste division afgjordes i Pardubice og Liberec, Tjekkiet, mellem den 26. december 2007 og den 5. januar 2008.

### Deltagende nationer

#### Gruppe A
- Danmark
- Canada
- Slovakiet
- Sverige
- Tjekkiet

#### Gruppe B
- Finland
- Kasakhstan
- Rusland
- Schweiz
- USA

## Resultater

### Indledende gruppespil

#### Gruppe A
- Sverige –  Slovakiet 4-3
- Tjekkiet –  Canada 0-3
- Slovakiet –  Canada 0-2
- Tjekkiet –  Danmark 5-2
- Danmark –  Sverige 1-10
- Slovakiet –  Tjekkiet 2-5
- Canada –  Sverige 3-4
- Danmark –  Slovakiet 3-4
- Sverige –  Tjekkiet 4-2
- Canada –  Danmark 4-1

#### Gruppe B
- USA –  Kasakhstan 5-1
- Finland –  Rusland 4-7
- Kasakhstan –  Rusland 4-5
- Finland –  Schweiz 4-3 (sudden death)
- Schweiz –  USA 2-4
- Kasakhstan –  Finland 0-5
- Rusland –  USA 2-3
- Schweiz –  Kasakhstan 1-3
- Rusland –  Schweiz 4-3
- USA –  Finland 5-3

### Slutspil

#### Kvartfinaler
- Canada –  Finland 4-2
- Rusland –  Tjekkiet 4-1

#### Semifinaler
- Sverige –  Rusland 2-1 (sudden death)
- USA –  Canada 1-4

#### Kamp om 5. pladsen
- Tjekkiet –  Finland 5-1

#### Bronzekamp
- USA –  Rusland 2-4

#### Finale
- Canada –  Sverige 3-2 (sudden death)

#### Nedrykningsslutspil
- Slovakiet –  Schweiz 5-2
- Kasakhstan –  Danmark 6-3
- Schweiz –  Danmark 5-2
- Slovakiet –  Kasakhstan 8-0

Disse resultater betyder at Danmark og Schweiz rykker ned i den næstbedste division. De vil til turneringen i 2009 blive erstattet af Tyskland og Letland.

### Slutstilling
|        | Land       |
| ------ | ---------- |
| Guld   | Canada     |
| Sølv   | Sverige    |
| Bronze | Rusland    |
| 4      | USA        |
| 5      | Tjekkiet   |
| 6      | Finland    |
| 7      | Slovakiet  |
| 8      | Kasakhstan |
| 9      | Schweiz    |
| 10     | Danmark    |

## Danmarks trup
| Pos. | Nr. | Navn                  | Klub                 |
| ---- | --- | --------------------- | -------------------- |
| GK   | 1   | Frederik Andersen     | Herning Blue Fox     |
| GK   | 2   | Christian Møller      | Herlev Hornets       |
| B    | 6   | Emil Bigler           | Rødovre Mighty Bulls |
| B    | 7   | Simon Grønvaldt       | Rødovre Mighty Bulls |
| B    | 24  | John Jensen           | Rødovre Mighty Bulls |
| B    | 3   | Philip Larsen         | Frölunda HC          |
| B    | 4   | Oliver Lauridsen      | Linköpings HC        |
| B    | 5   | Christoffer Rasmussen | Nordsjælland Cobras  |
| B    | 17  | Mathias Pedersen      | Herning Blue Fox     |
| F    | 8   | Mikkel Bødker         | Kitchener Rangers    |
| F    | 16  | Lars Eller            | Borås HC             |
| F    | 22  | Nichlas Hardt         | Herlev Hornets       |
| F    | 12  | Jeppe Henriksen       | Herlev Hornets       |
| F    | 20  | Sune Hjulmand         | EfB Ishockey         |
| F    | 10  | Lasse Holgaard        | EfB Ishockey         |
| F    | 15  | Alexander Jensen      | Linköpings HC        |
| F    | 13  | Nicholas Jensen       | Linköpings HC        |
| F    | 14  | Lasse Lassen          | Herning Blue Fox     |
| F    | 25  | Kevin Leder           | Herlev Hornets       |
| F    | 11  | Mads Lund             | SønderjyskE          |
| F    | 18  | Morten Poulsen        | Herning Blue Fox     |
| F    | 28  | Sebastian Svendsen    | Frölunda HC          |

## Eksterne links
Officiel hjemmeside Arkiveret 29. december 2007 hos  Wayback Machine